# RIM-7 Sea Sparrow
Die RIM-7 Sea Sparrow (auch NATO Sea Sparrow Missile System (NSSM)) ist ein schiffgestütztes radargesteuertes Flugabwehrsystem mittlerer Reichweite, das auf der luftgestützten AIM-7 Sparrow basiert. Hergestellt wird sie vom US-Konzern Raytheon.

## Entwicklung

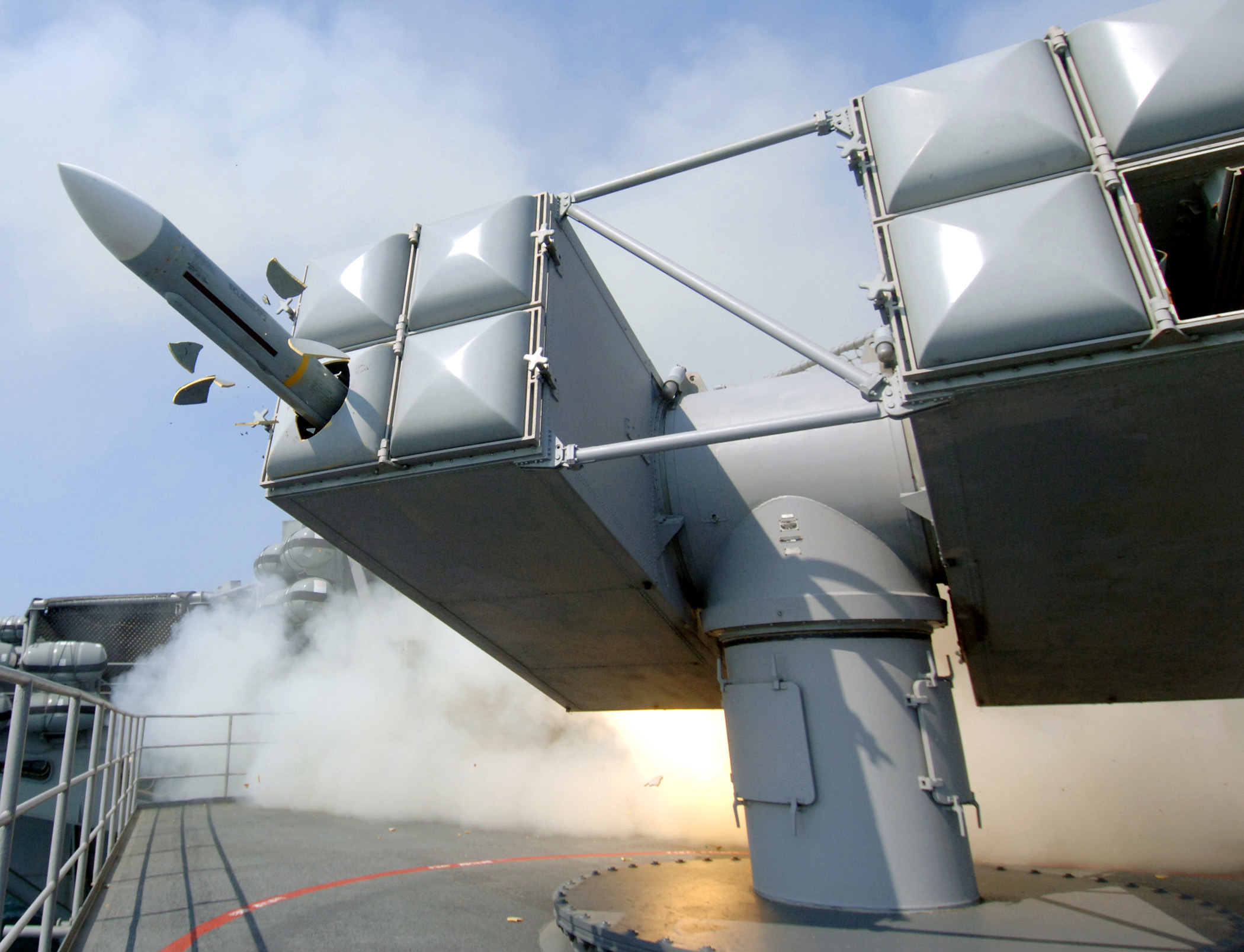
Eine RIM-7 Sea Sparrow beim Start

In den frühen 1960er-Jahren begann die US Navy mit der Entwicklung eines Flugabwehrsystems für den Einsatz auf Schiffen, wobei ein besonderes Augenmerk auf die Bekämpfung von Anti-Schiff-Raketen gelegt wurde. Es wurde Basic Point Defense Missile System (BPDMS) genannt und sollte als Standard-Selbstverteidigungssystem auf Schiffen eingesetzt werden. Anfänglich sollte dies durch eine Modifikation des vorhandenen MIM-46 Mauler-Systems realisiert werden. Da dessen Entwicklung aber 1965 eingestellt wurde, entschied man sich, eine modifizierte AIM-7E-Lenkwaffe als Basis zu verwenden. Die daraus entstandene RIM-7E5 Sea-Sparrow-Rakete war in fast jedem Bereich mit der luftgestützten Version identisch. Der 1967 eingeführte Flugkörper wurde von einem Starter des Typs Mk 25 abgefeuert.

## Technik

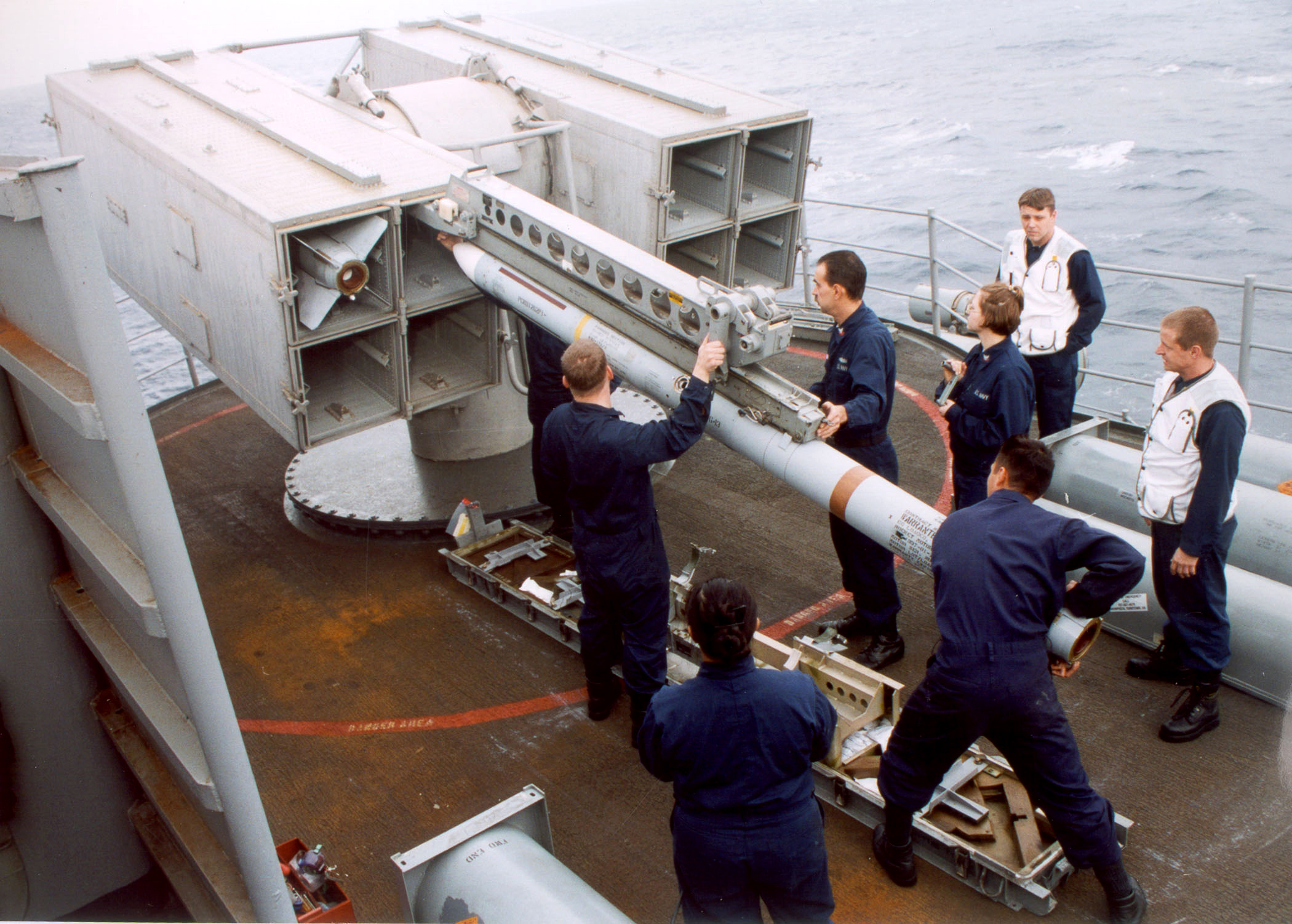
An Bord der John F. Kennedy werden RIM-7-Raketen in einen Mk-29-Starter geladen

Die Sea Sparrow ist weitestgehend mit der luftgestützten AIM-7 Sparrow identisch. Ein besonderes Merkmal ist jedoch die Lenkung mit zwei parallel arbeitenden CW-Feuerleitradaren. Das erste Radar mit einem kleinen Öffnungswinkel dient wie bei der Sparrow dazu, das Ziel zu beleuchten und so einen präzisen Zielanflug zu gewährleisten. Das zusätzliche zweite Radar hat hingegen einen relativ großen Öffnungswinkel und dient zum Herausfiltern der Clutter, die durch die Meeresoberfläche entstehen. Diese Technik wurde eingeführt, um die effektive Bekämpfung von tieffliegenden Zielen wie etwa Anti-Schiff-Raketen zu ermöglichen, was jedoch erst mit der RIM-7F Block I voll genutzt werden konnte.
Des Weiteren bietet die Sea Sparrow auch einen Boden-Boden-Modus, der die Bekämpfung von Oberflächenzielen ermöglicht. Dies ist typisch für schiffgestützte Boden-Luft-Lenkwaffen aus US-Produktion. So wurde ein solcher Modus auch für die Standard-Missile-Luftabwehrrakete eingeführt. Aufgrund des relativ kleinen Gefechtskopfes von 40 kg können lediglich kleinere Schiffe effektiv bekämpft werden. So wurden in Übungen schon Schlauchboote mithilfe der Sea Sparrow versenkt.

## Zukunft
Die Sea Sparrow war die erste US-Luftabwehrrakete, welche speziell zur Bekämpfung von Anti-Schiff-Raketen konzipiert wurde. Diese haben sich jedoch maßgeblich weiterentwickelt, besonders im Bereich Wendigkeit und Geschwindigkeit. Ein Beispiel hierfür ist die SS-N-22 Sunburn, welche im Endanflug starke Manöver mit hoher Geschwindigkeit durchführt. Da schon die luftgestützte Sparrow mit solchen Zielen Probleme hatte, ist davon auszugehen, dass die Sea Sparrow gegenüber einer solchen Rakete keine hohe Trefferwahrscheinlichkeit erzielen würde. Auch die Mindesteinsatzhöhe der Sea Sparrow von 6 Metern limitiert den Einsatz gegen moderne Raketen, die meist nur 2 bis 5 Meter über dem Wasser fliegen. Aufgrund dieser Defizite wurde eine neue Lenkwaffe entwickelt, welche auch fortschrittliche Anti-Schiff-Raketen effektiv bekämpfen kann: Die RIM-162 Evolved Sea Sparrow Missile, auch ESSM genannt. Sie ist eine grundlegende Weiterentwicklung der Sea Sparrow, von der nur noch einige Teile des Lenksystems übernommen wurden. Im Nahbereich wird die Sea Sparrow seit den 1990er-Jahren durch das RIM-116-RAM-System ergänzt.
Trotz der Nachteile des Systems befindet sich die Sea Sparrow noch auf vielen Schiffen im Einsatz, hauptsächlich aus Kostengründen. Die ESSM kann zwar auch in Verbindung mit dem Mk-29-Starter genutzt werden, so dass bei einer Umrüstung keine umfassenden Umbauten im Bereich der Starter vorgenommen werden müssen. Allerdings müssen die Radar- und Lenksysteme an die ESSM angepasst werden, was teilweise zu erheblichen Mehrkosten führen kann.

## Varianten

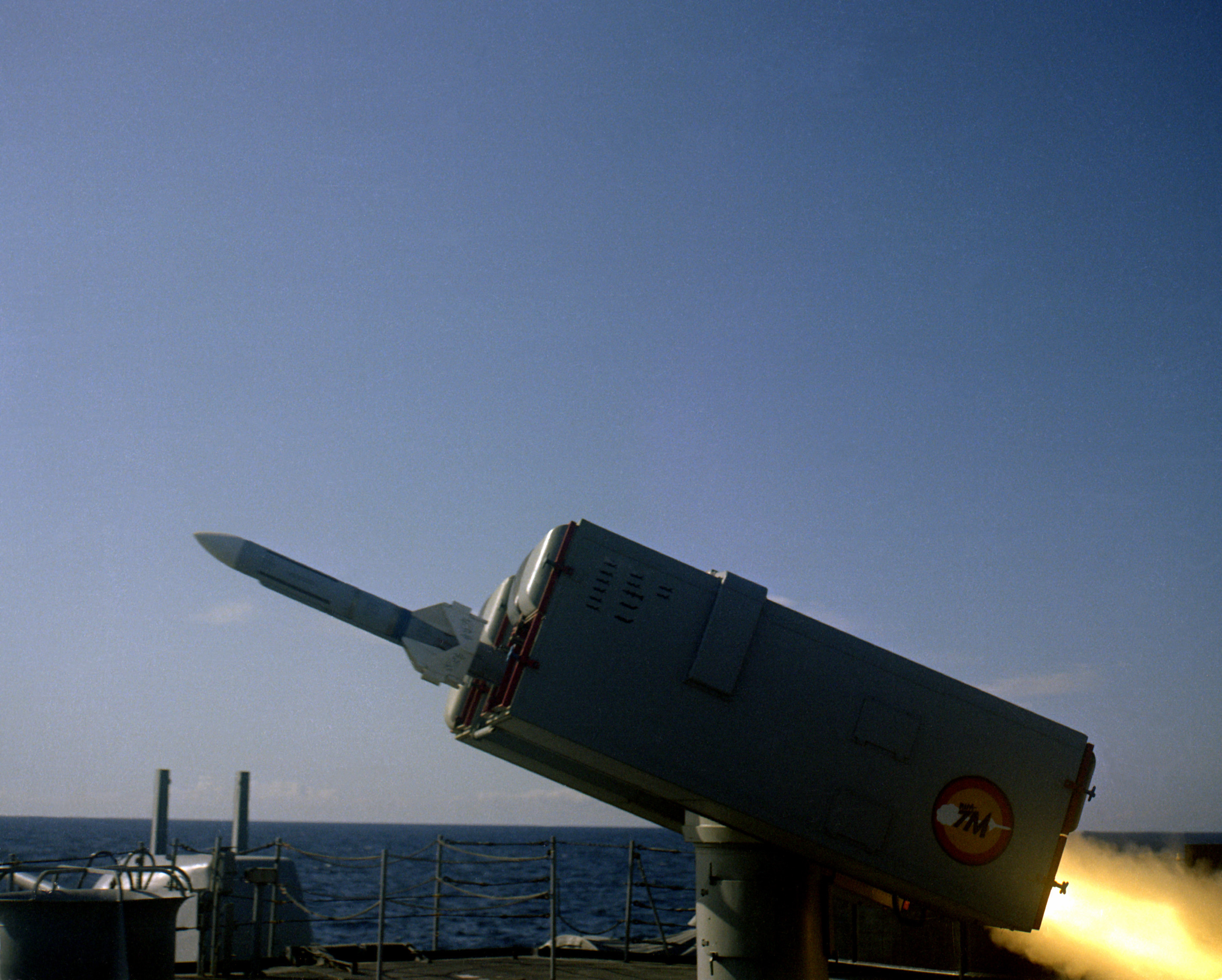
Start einer RIM-7H von der USS Hewitt, 1983

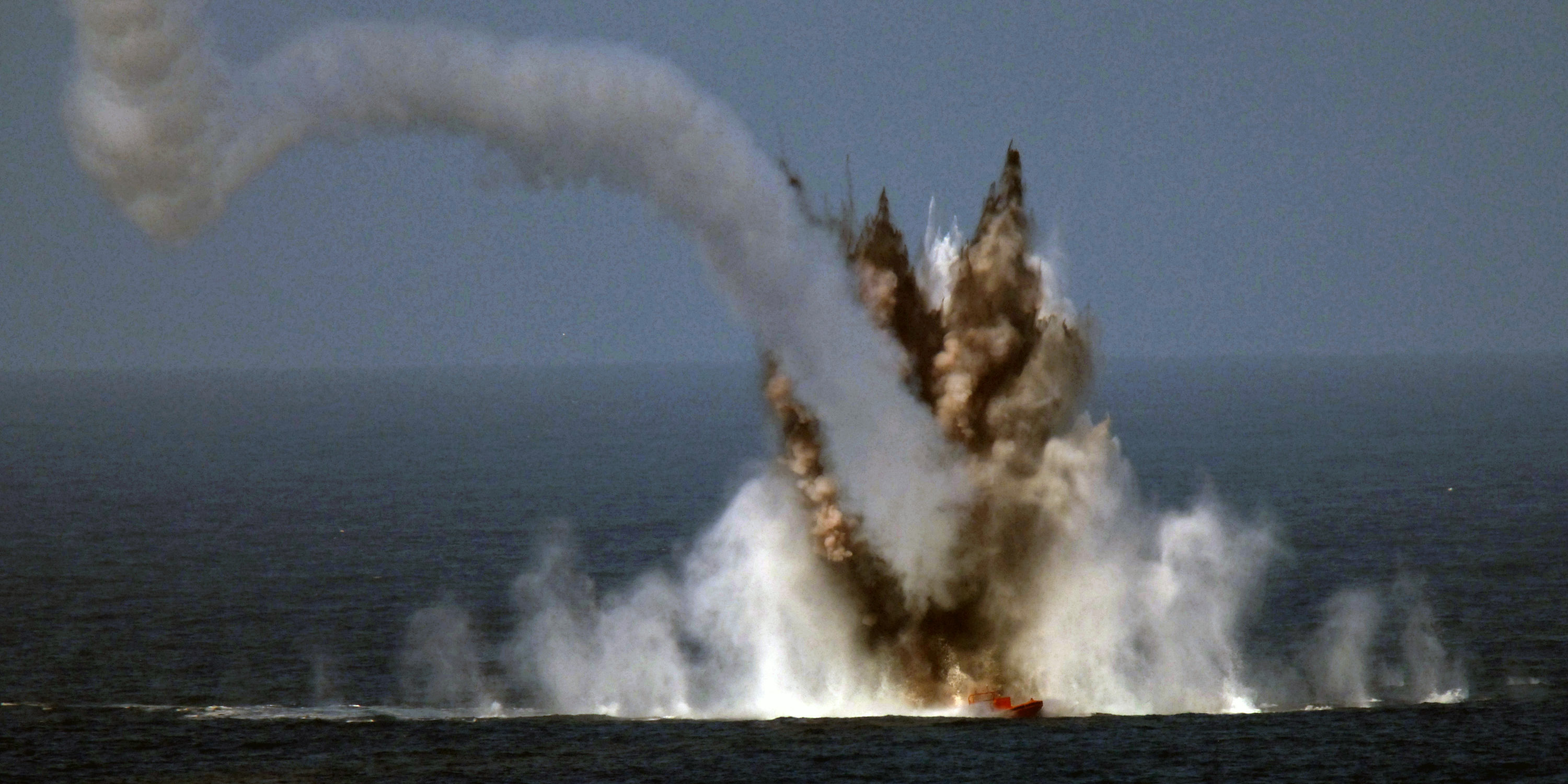
Eine RIM-7P trifft ein Übungsziel (Schlauchboot)

- RIM-7E5: Urversion, die sich nur unwesentlich von der AIM-7E unterscheidet.
- RIM-7F: Eine weiter fortgeschrittene Version, die aber kaum produziert wurde, da man sich auf die Entwicklung einer schiffgestützten Variante der AIM-7M konzentrierte.
  - RIM-7F Block I: Tests zeigten, dass die Sea Sparrow Probleme bei der Bekämpfung tieffliegender Anti-Schiff-Raketen hatte, die inzwischen die größte Bedrohung für die US-amerikanische Flotte darstellten. Daher wurde diese Variante geschaffen, die auf eine zusätzliche Radarführung im Tiefflugbereich und einen verbesserten Näherungszünder zurückgreifen konnte. Dadurch konnten nun auch Ziele unter 15 Metern Flughöhe bekämpft werden.
  - RIM-7F Block II: Bei dieser Version wurden die ECCM-Kapazitäten ausgebaut. Sie umfasst allerdings nicht die Verbesserungen, die bei den Block-I-Raketen eingeführt wurden.
- RIM-7H: Diese Variante wurde mit modifizierten Tragflächen ausgestattet, damit sie in den kleineren Mk-29-Starter passte. Sonst weist sie aber die Eigenschaften einer RIM-7E5 auf und ist weniger leistungsfähig als die RIM-7F.
- RIM-7M: Durch weitere Anpassungen konnte die Sea Sparrow nun mit dem typischen 8-fach-Starter Mk 29 abgefeuert werden. Technisch war sie praktisch identisch mit der AIM-7M und vereint die Fähigkeiten der RIM-7F Block I und Block II.
- RIM-7P: Diese neue Variante ist wie die luftgestützte AIM-7P in zwei Blocks unterteilt worden, wobei beide Untervarianten über einen zusätzlichen Datenlink zur verbesserten Lenkung während des Marschfluges ausgestattet wurden:
  - RIM-7P Block I: Bei dieser Version wurde die Leistung im Tiefflug und der Näherungszünder verbessert. Durch das „Jet Vane Control“-System kann die Rakete nun auch aus VLS-Startern Mk 41 gestartet werden.
  - RIM-7P Block II: Hierbei wurden die Computerkomponenten modernisiert, die nun über mehr Speicherbandbreite und ein EPROM und einen neuen Näherungszünder verfügten. Auch die Software erfuhr ein umfangreiches Update, so dass die Leistung gegenüber tieffliegenden Zielen in Verbindung mit dem neuen Zielsystem erheblich gesteigert wurde. Auch die ECCM-Kapazitäten wurden ausgebaut.
- RIM-7R: Dies sollte die seegestützte Entsprechung der AIM-7R werden, die mit einem zusätzlichen Infrarot-Suchkopf aus der AIM-9 Sidewinder ausgestattet werden sollte. Das Programm wurde aber genau wie die luftgestützte Version aus Kostengründen abgebrochen.
- RIM-7T: Hierbei handelt es sich um die inoffizielle Bezeichnung für die nächste Sea-Sparrow-Generation, der RIM-162 ESSM.

## Plattformen
- Zerstörer: Spruance-Klasse, Arleigh-Burke-Klasse, Murasame-Klasse, Hatsuyuki-Klasse, Asagiri-Klasse, Shirane-Klasse, Okpo-Klasse
- Fregatten: Wielingen-Klasse, Tromp-Klasse, Kortenaer-Klasse, Oslo-Klasse, Knox-Klasse, Anzac-Klasse, Halifax-Klasse, Brandenburg-Klasse, Bremen-Klasse, Karel-Doorman-Klasse
- Versorgungsschiffe: Supply-Klasse, Wichita-Klasse, Sacramento-Klasse
- Flugzeug- / Hubschrauberträger: Forrestal-Klasse, Iwo-Jima-Klasse, Tarawa-Klasse, Wasp-Klasse, Nimitz-Klasse, Enterprise, Kitty-Hawk-Klasse

Im Verteidigungskrieg gegen die russischen Invasoren kombiniert die Ukraine die Sea Sparrows auch mit sowjetischen Buks ("FrankenSAM").

## Vergleichbare Systeme
- Sea Dart
- Aspide
- Sea Wolf
- SA-N-3 Goblet